# 超法規的殺人

フランシスコ・デ・ゴヤ作『マドリード、1808年5月3日』、マドリッドでの5月2日の反乱後のフランス軍によるスペイン人の即決処刑を描いている。

超法規的殺人（ちょうほうきてきさつじん、英語: extrajudicial killing）は、政府当局による、合法的な軍事および警察活動以外の司法手続きまたは法的手続きを踏まない殺人である。超法規的殺人はしばしば、政治的、労働組合、反体制派、宗教的、社会的人物を標的にする。超法規的処刑（ちょうほうきてきしょけい、英語: extrajudicial execution）とも呼ばれる。

## 関連文献
- “India: Torture, rape and deaths in custody”.  Amnesty International (1992年3月26日). 2022年4月24日閲覧。
- Commonwealth Human Rights Initiative (2007). Feudal Forces: Democratic Nations – Police Accountability in Commonwealth South Asia. CHRI. ISBN 978-81-88205-48-6